# Djorkaeff Reasco
Djorkaeff Neicer Reasco González, noto semplicemente come Djorkaeff Reasco (Pichincha, 18 gennaio 1999), è un calciatore ecuadoriano, attaccante dell'El Nacional.

## Carriera

### Club
Cresciuto nel settore giovanile dell'LDU Quito, debutta in prima squadra il 12 dicembre 2016 in occasione dell'incontro di Primera Categoría Serie A pareggiato 1-1 contro il Fuerza Amarilla.

### Nazionale
Il 28 ottobre 2021 debutta con la nazionale ecuadoriana giocando l'amichevole vinta 3-2 contro il Messico.

## Statistiche
Statistiche aggiornate al 28 ottobre 2021.

### Presenze e reti nei club
| Stagione        | Squadra         | Campionato      | Campionato | Campionato | Coppe nazionali | Coppe nazionali | Coppe nazionali | Coppe continentali | Coppe continentali | Coppe continentali | Altre coppe | Altre coppe | Altre coppe | Totale | Totale |
| Stagione        | Squadra         | Comp            | Pres       | Reti       | Comp            | Pres            | Reti            | Comp               | Pres               | Reti               | Comp        | Pres        | Reti        | Pres   | Reti   |
| --------------- | --------------- | --------------- | ---------- | ---------- | --------------- | --------------- | --------------- | ------------------ | ------------------ | ------------------ | ----------- | ----------- | ----------- | ------ | ------ |
| 2016            | LDU Quito       | A               | 1          | 0          |                 | -               | -               |                    | -                  | -                  |             | -           | -           | 1      | 0      |
| 2017            | LDU Quito       | A               | 7          | 2          |                 | -               | -               |                    | -                  | -                  |             | -           | -           | 7      | 2      |
| 2018            | LDU Quito       | A               | 5          | 0          |                 | -               | -               | CS                 | 0                  | 0                  |             | -           | -           | 5      | 0      |
| gen.-giu. 2020  | Dorados         | AMX             | 4          | 0          | CM              | 1               | 0               |                    | -                  | -                  |             | -           | -           | 5      | 0      |
| lug.-dic. 2020  | Dorados         | AMX             | 9          | 1          | -               | -               | -               |                    | -                  | -                  |             | -           | -           | 9      | 1      |
| 2021            | LDU Quito       | A               | 15         | 6          |                 | -               | -               | CL+CS              | 1+3                | 0+1                | SE          | 1           | 0           | 20     | 7      |
| Totale carriera | Totale carriera | Totale carriera | 41         | 9          |                 | 1               | 0               |                    | 4                  | 1                  |             | 1           | 0           | 47     | 10     |

### Cronologia presenze e reti in nazionale
| Cronologia completa delle presenze e delle reti in nazionale ― Ecuador | Cronologia completa delle presenze e delle reti in nazionale ― Ecuador | Cronologia completa delle presenze e delle reti in nazionale ― Ecuador | Cronologia completa delle presenze e delle reti in nazionale ― Ecuador | Cronologia completa delle presenze e delle reti in nazionale ― Ecuador | Cronologia completa delle presenze e delle reti in nazionale ― Ecuador | Cronologia completa delle presenze e delle reti in nazionale ― Ecuador | Cronologia completa delle presenze e delle reti in nazionale ― Ecuador |
| Data                                                                   | Città                                                                  | In casa                                                                | Risultato                                                              | Ospiti                                                                 | Competizione                                                           | Reti                                                                   | Note                                                                   |
| ---------------------------------------------------------------------- | ---------------------------------------------------------------------- | ---------------------------------------------------------------------- | ---------------------------------------------------------------------- | ---------------------------------------------------------------------- | ---------------------------------------------------------------------- | ---------------------------------------------------------------------- | ---------------------------------------------------------------------- |
| 28-10-2021                                                             | Charlotte                                                              | Messico                                                                | 2 – 3                                                                  | Ecuador                                                                | Amichevole                                                             | -                                                                      | 65’                                                                    |
| 11-11-2021                                                             | Quito                                                                  | Ecuador                                                                | 0 – 0                                                                  | Venezuela                                                              | Qual. Mondiali 2022                                                    | -                                                                      | 64’                                                                    |
| 27-9-2022                                                              | Düsseldorf                                                             | Giappone                                                               | 0 – 0                                                                  | Ecuador                                                                | Amichevole                                                             | -                                                                      | 90+1’                                                                  |
| 12-11-2022                                                             | Madrid                                                                 | Ecuador                                                                | 0 – 0                                                                  | Iraq                                                                   | Amichevole                                                             | -                                                                      | 46’ 82’                                                                |
| 29-11-2022                                                             | Al Rayyan                                                              | Ecuador                                                                | 1 – 2                                                                  | Senegal                                                                | Mondiali 2022 - 1º turno                                               | -                                                                      | 64’                                                                    |
| Totale                                                                 |                                                                        | Presenze                                                               | 5                                                                      |                                                                        | Reti                                                                   | 0                                                                      |                                                                        |